# Women's Rugby Super Series 2016
El Women's Rugby Super Series del 2016 fue la segunda edición torneo femenino de rugby.

## Equipos participantes
- Selección femenina de rugby de Francia (Les Bleues)
- Selección femenina de rugby de Canadá (Canucks)
- Selección femenina de rugby de Estados Unidos (Eagles)
- Selección femenina de rugby de Inglaterra (Red Roses)

## Posiciones
| Pos. | Equipo         | Encuentros | Encuentros | Encuentros | Encuentros | Tantos  | Tantos    | Tantos     | Puntos Bonus | Puntos Totales |
| Pos. | Equipo         | jugados    | ganados    | empatados  | perdidos   | a favor | en contra | diferencia | Puntos Bonus | Puntos Totales |
| ---- | -------------- | ---------- | ---------- | ---------- | ---------- | ------- | --------- | ---------- | ------------ | -------------- |
| 1    | Canadá         | 3          | 3          | 0          | 0          | 114     | 32        | + 82       | 2            | 15             |
| 2    | Inglaterra     | 3          | 2          | 0          | 1          | 73      | 78        | - 5        | 0            | 9              |
| 3    | Francia        | 3          | 1          | 0          | 2          | 42      | 59        | - 17       | 1            | 5              |
| 4    | Estados Unidos | 3          | 0          | 0          | 3          | 31      | 91        | - 60       | 1            | 1              |

Nota: Se otorgan 4 puntos al equipo que gane un partido y 2 al que empate
Puntos Bonus: 1 punto por convertir 4 tries o más en un partido y 1 al equipo que pierda por no más de 7 tantos de diferencia

## Resultados
| 1 de julio | Canadá | 52 - 17 | Inglaterra |  |  |

| 1 de julio | Estados Unidos | 13 - 19 | Francia |  |  |

| 5 de julio | Inglaterra | 17 - 13 | Francia |  |  |

| 5 de julio | Estados Unidos | 5 - 33 | Canadá |  |  |

| 9 de julio | Canadá | 29 - 10 | Francia |  |  |

| 9 de julio | Estados Unidos | 13 - 39 | Inglaterra |  |  |

| Bandera de Canadá |
| Campeón Canadá    |